# Hammarby gård, Botkyrka kommun

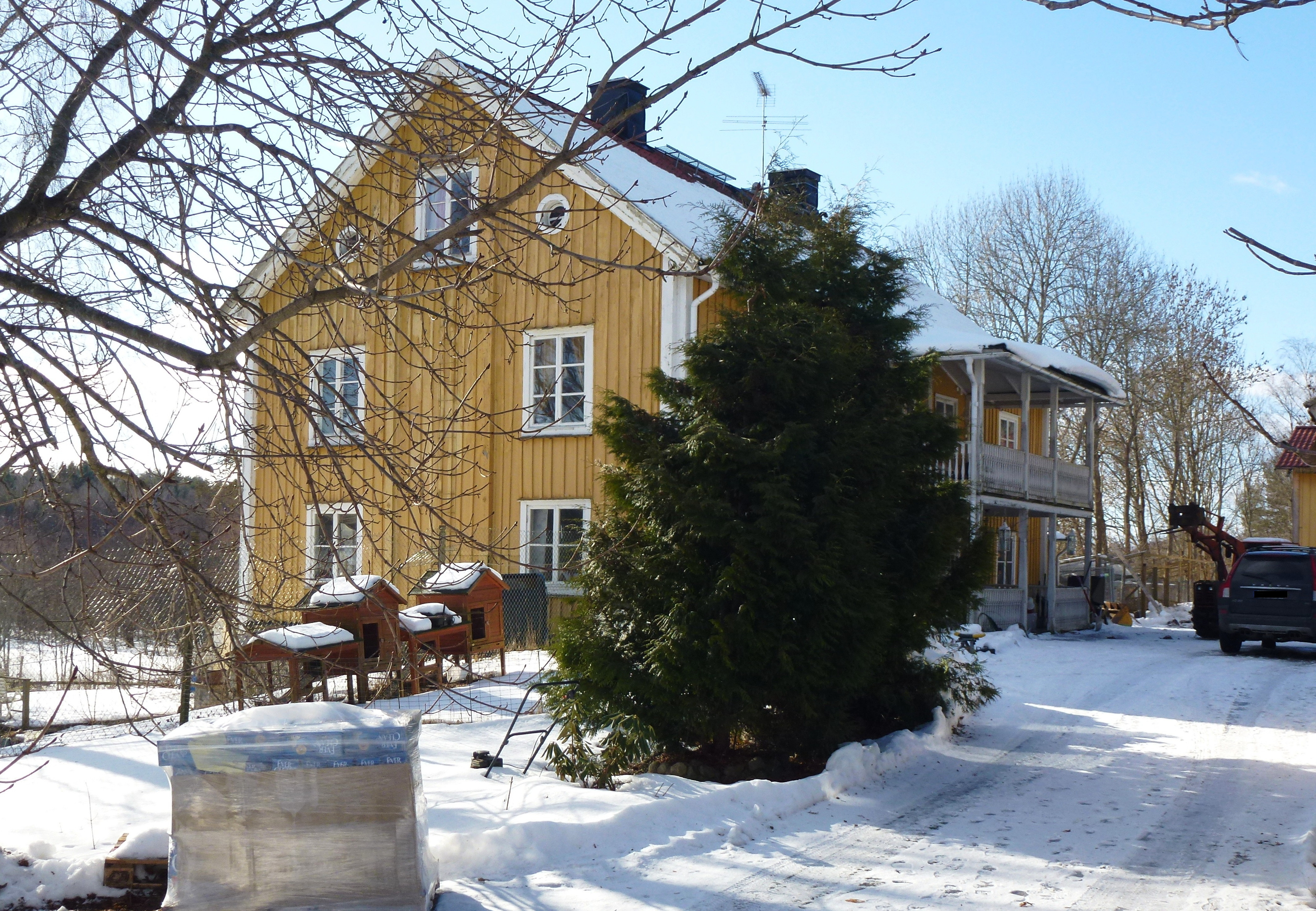
Hammarby prästgård i mars 2013.

Hammarby gård (eller Hammarby prästgård) ligger strax väster om Botkyrka kyrka vid Prästviken i sjön Aspen i Botkyrka kommun, Stockholms län. Namnet ”Botkyrka” härrör från den helige Sankt Botvid som enligt en legend växte upp på Hammarby gård. Under medeltiden blev gården prästgård. Den nuvarande huvudbyggnaden uppfördes år 1804 och var kyrkans prästgård fram till 1997.

## Äldre historia

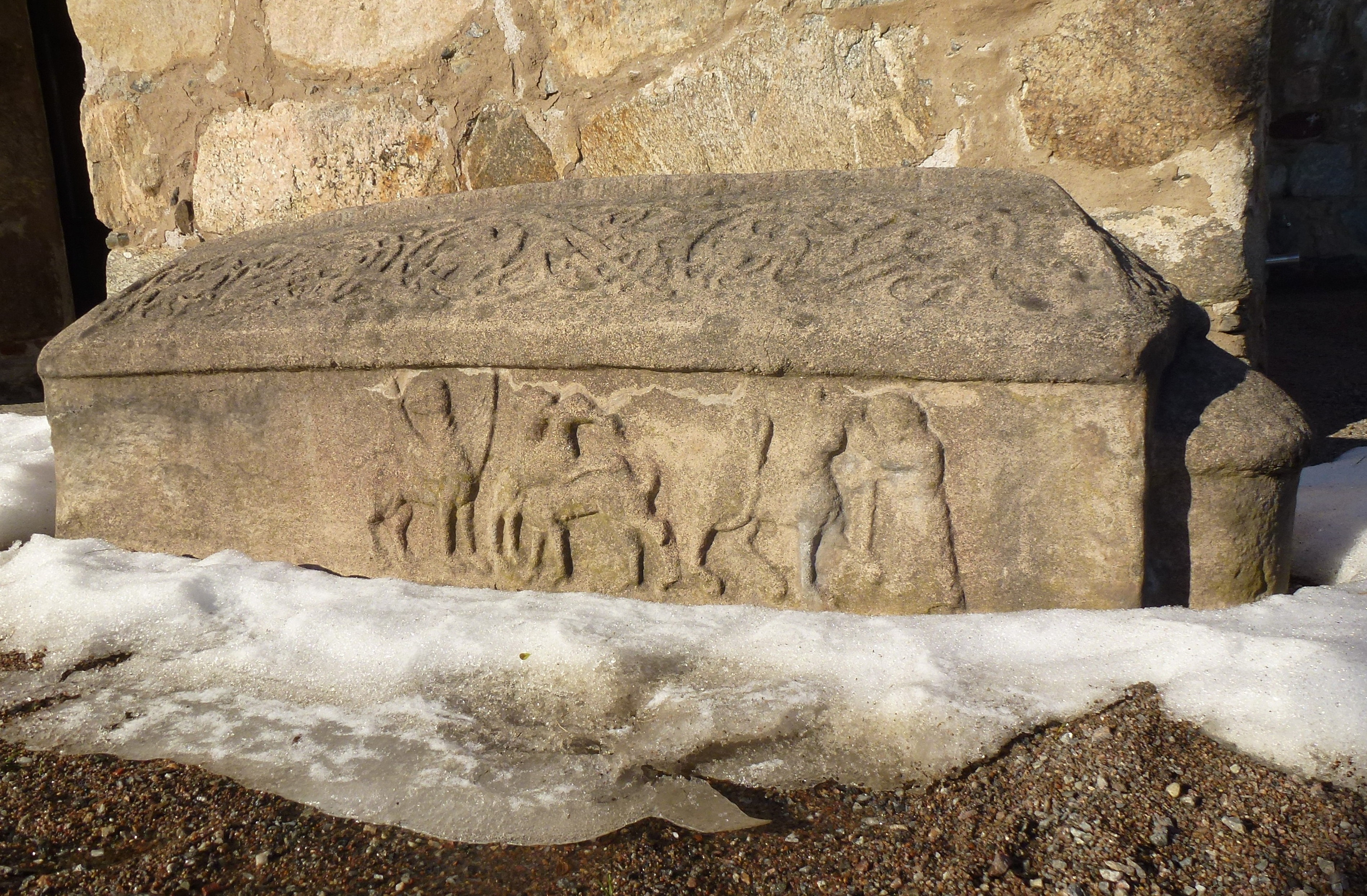
Botkyrkamonumentet vid Botkyrka kyrka.

I Hammarbyområdet uppkom de första boplatserna under järnåldern och medeltiden som man idag kan se i form av gravfält, husgrunder eller senare även gårdsanläggningar. Väster om dagens prästgård reser sig ett skogbevuxet gravfält med inte mindre än 71 fornlämningar (RAÄ-nummer Botkyrka 23:1).
På Hammarbys mark uppfördes år 1129 en stavkyrka, föregångaren till dagens Botkyrka kyrka. Kyrkbyn vid Botkyrka kyrka omnämns först 1539. Det tyder möjligen på att den etablerades först under 1400-talet.
Gården Hammarby i Botkyrka omnämns mycket tidigt. De första ägarna till Hammarby som man känner med namn var Sven och Bänkfrid, som levde på 1000-talet. De var hedningar och föräldrar till Sankt Botvid. Namnet ”Hammarby” (haimarbu) återfinns på Botkyrkamonumentet (Sö 286), som är en gravvård i Botkyrka kyrka, daterad till 1100-talets första hälft. Monumentet liknar långskeppet för en stenkyrka med absid i öst, och är smyckad med inskriptioner. Det är ett massivt stenblock med uthuggna reliefer och runskrift på både latin (kyrkans språk), och runor (folkets språk). En kopia står utanför kyrkan medan originalet finns på Historiska museet. Det var Botvids bror Björn som fått detta monument rest över sig, bekostat av hans föräldrar Sven och Bänkfrid. Inskriptionens tolkning lyder:
| ” | Karl gjorde stenen efter Björn, sin frände, Svens och Bänkfrids son i Hammarby (i haimarbu), hans ... Här ligger han under denna sten. Bänkfrid ... sin son. | „ |

## Gården

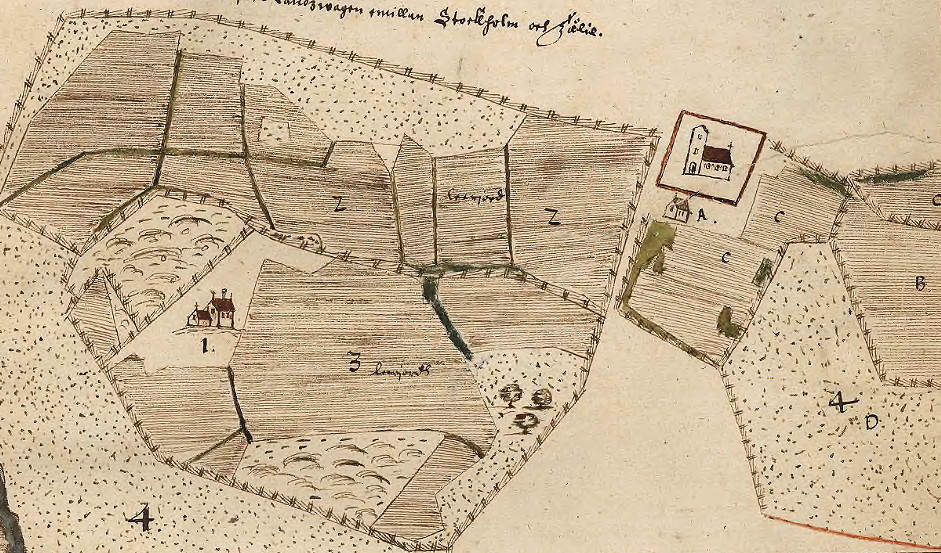
Geometrisk karta över Hammarby prästgård och Botkyrka kyrka från 1636. Nr 1 är gården.

Under medeltiden blev Hammarby gård  prästens boställe och även om det inte var adel som bodde där, så var det en plats med status. På den äldsta kända kartan från 1636 syns gården vid Aspen och kyrkan omgiven av åkermark samt inramad av gärdesgårdar. Längst i norr står: ”Här går stora Landsvägen mellan Stockholm och Tälie” (alltså Göta landsväg).
Gården brann ner flera gånger, så skedde i samband med slaget vid Botkyrka kyrka 1568. Då inhyste Erik XIV skotska legoknektar i prästgården. Han hade fört sina trupper över flottbron (vid dagens Flottsbro) och via Göta landsväg hit för att slå tillbaka ett danskt angrepp på Stockholm. Danskarna kom västerifrån mellan sjöarna Aspen och Bornsjön. Det blev en drabbning på åkrarna vid Botkyrka kyrka som  Erik XIV och hans trupper vann, men danskarna brände ner prästgården innan de flydde. År 1768 brann prästgården ner igen.
Nuvarande byggnad är uppförd 1804 efter ritningar av arkitekt Christoffer Gjörwell. Grunden är enligt arkeologiska undersökningar troligtvis från 1500-talet (RAÄ-nummer Botkyrka 23:2). Det rör sig om ett tvåvåningshus på en hög sockel av natursten och med inredd vind. Fasaderna är klädda av gulmålad träpanel, taket är ett sadeltak, täckt med taktegel. Mot entrésidan finns två stora altaner. Gården har nio rum och kök på 370 m² boyta. Nuvarande tomt har en storlek på 6 730 m². År 1903 förvärvade Stockholms stad delar av gårdens markinnehav och integrerade det i Bornsjöegendomarna. Fram till 1997 tillhörde Hammarby prästgård Botkyrka Kyrka. Numera är gården privatägd.

## Bilder

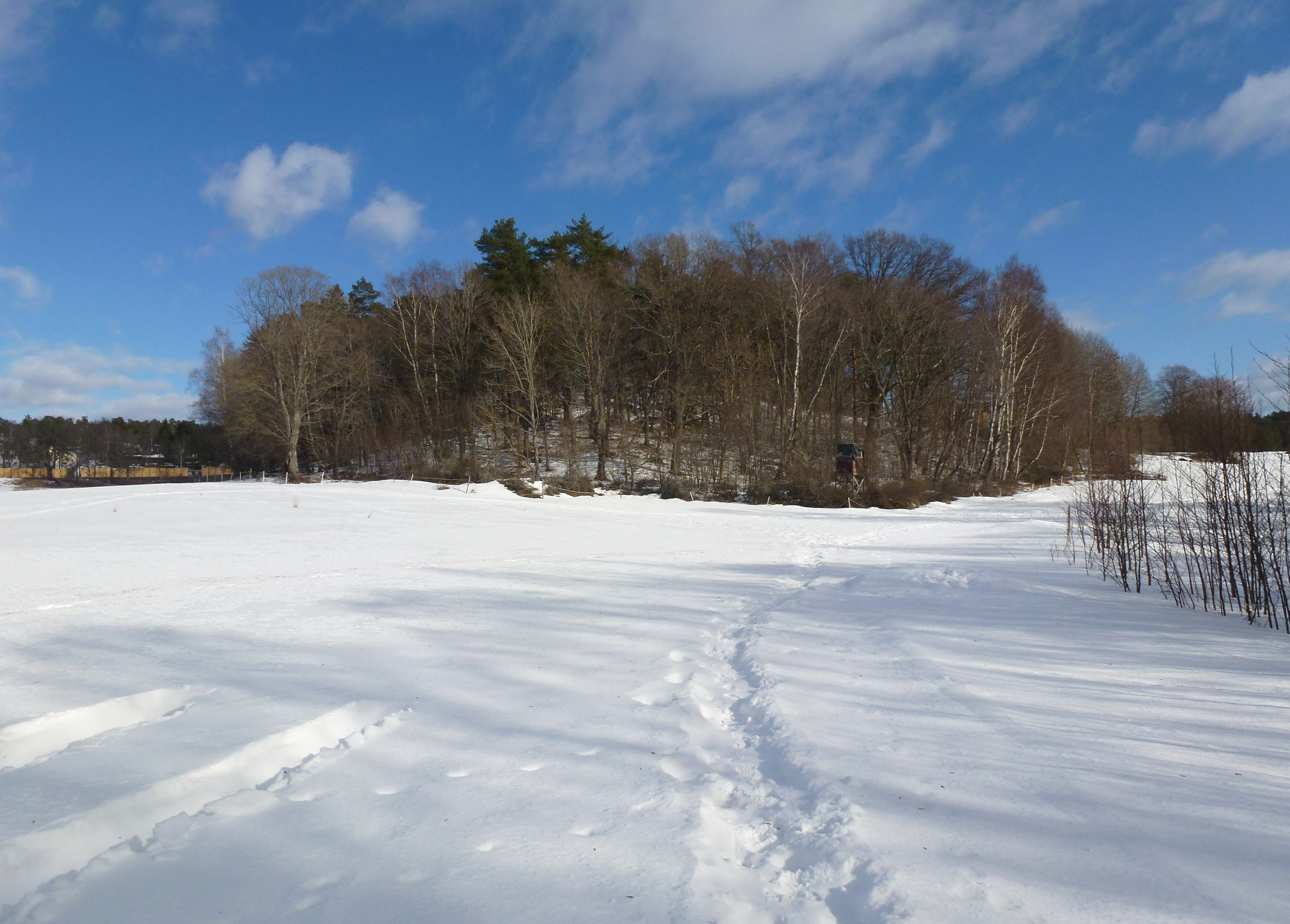
Gravfältet vid prästgården.
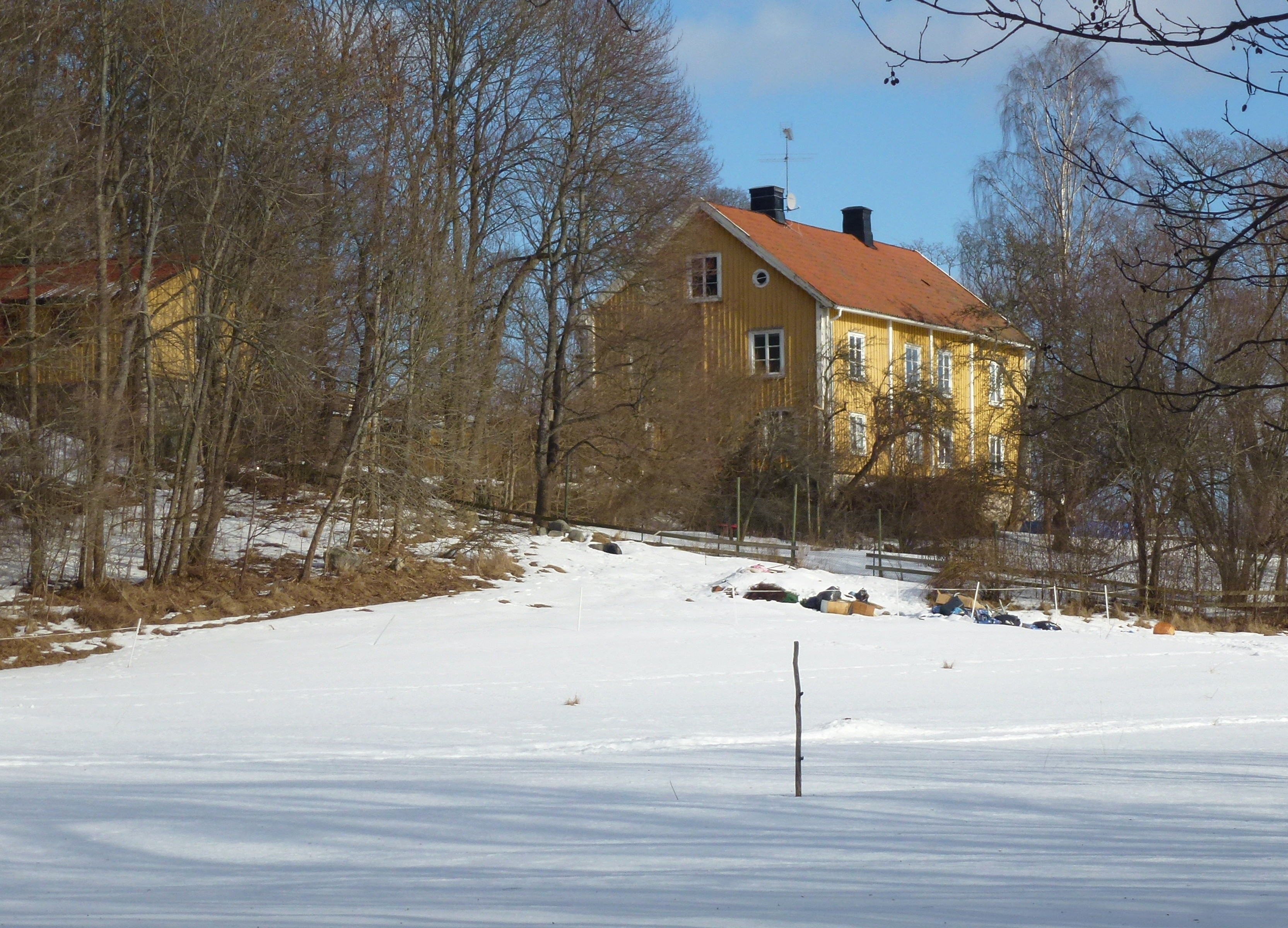
Prästgården från sydväst.
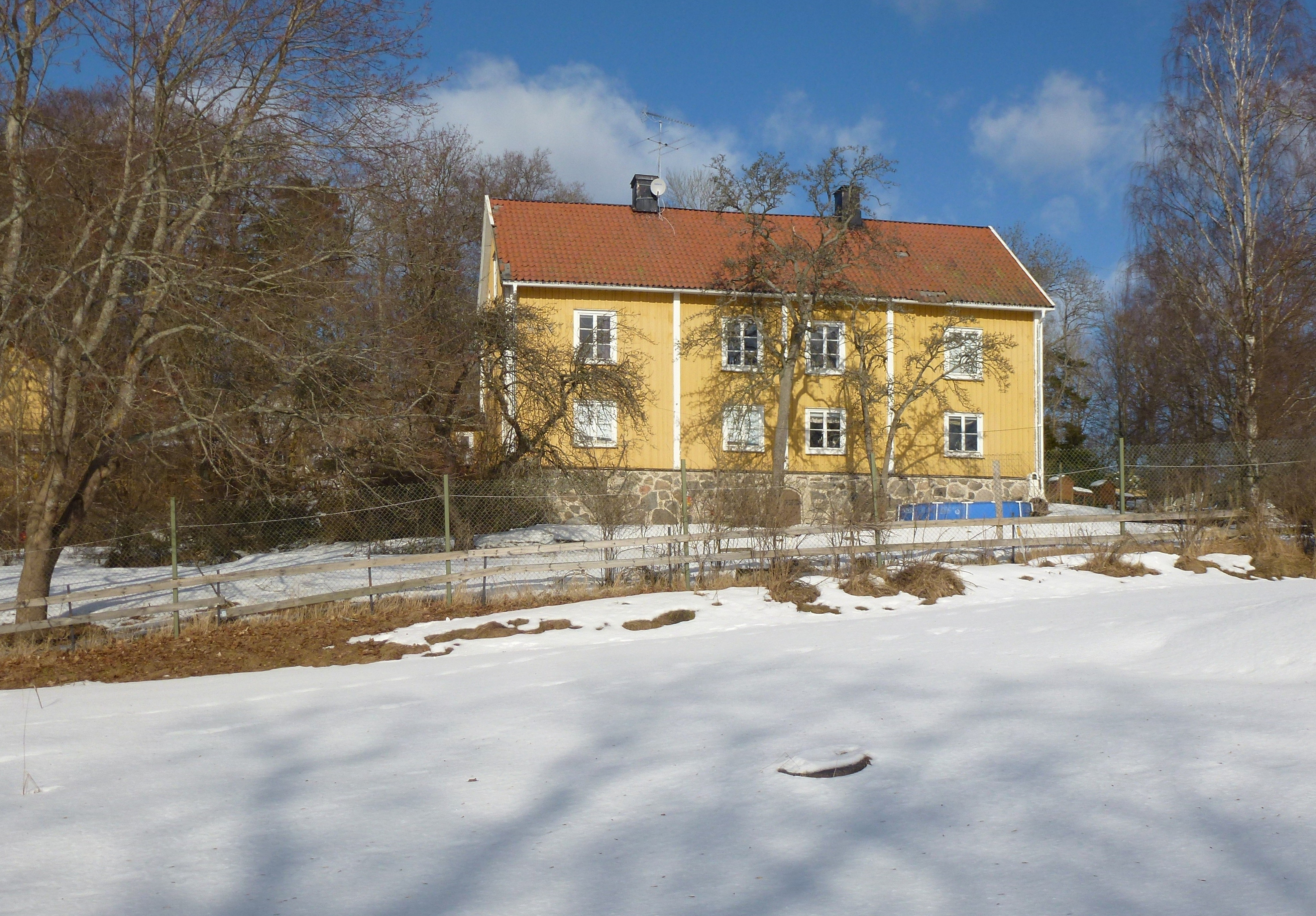
Prästgården från syd.
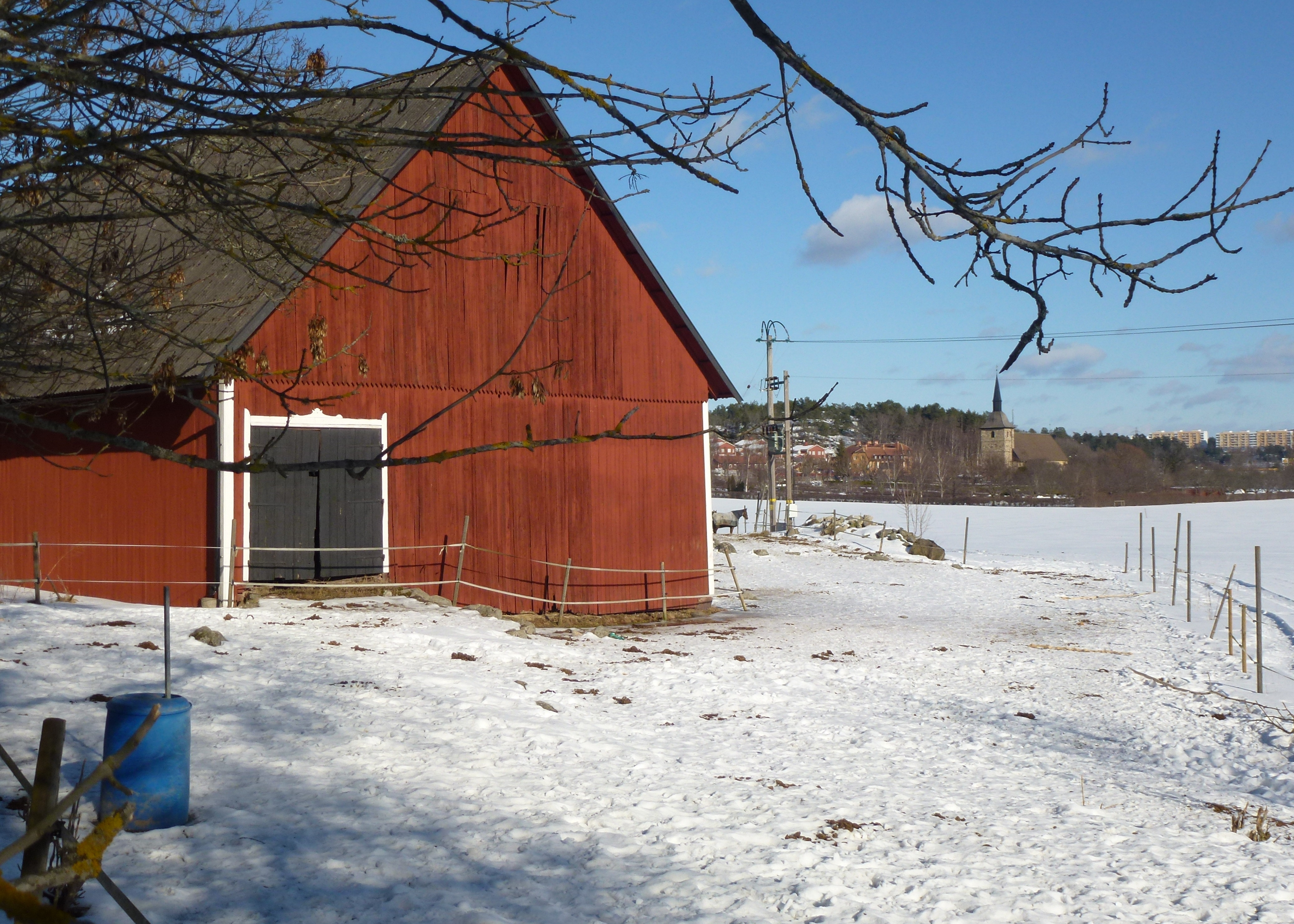
Kulturlandskapet vid prästgården.
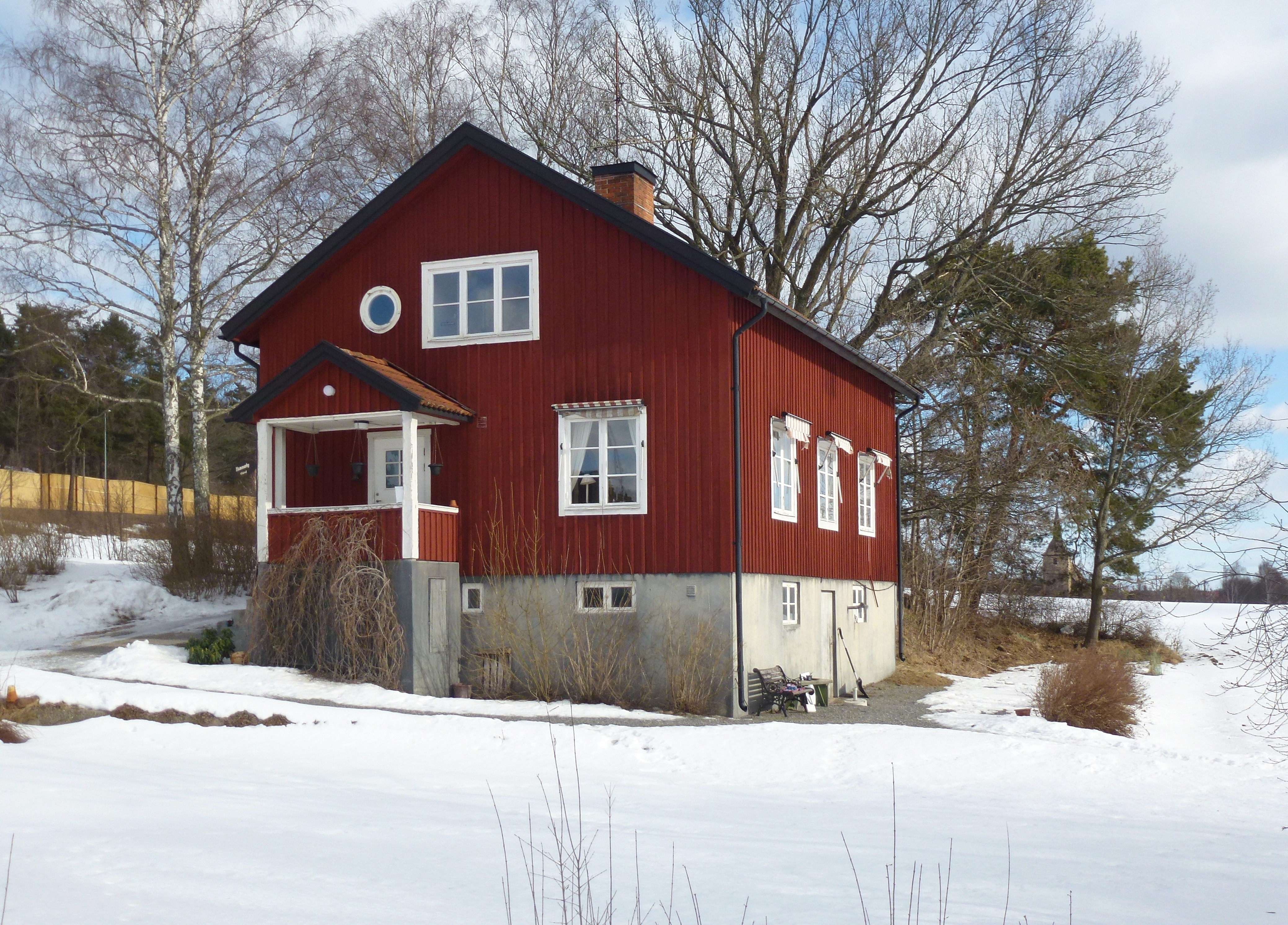
Före detta arrendatorbostaden.